# اتونیتازن
اتونیتازن(به انگلیسی: Etonitazene) یک داروی ضد درد است که برای اولین بار در سال ۱۹۵۷ گزارش شد. مشخص شده‌است که تقریباً هزار تا هزار و پانصد برابر مورفین در حیوانات قدرت اثر دارد.
از آنجایی که مشخص شده‌است که این ماده پتانسیل وابستگی قوی و تمایل به ایجاد هیپوونتیلاسیون دارد، در انسان استفاده نمی‌شود. با این حال، در مدل‌های حیوانی برای مطالعات اعتیاد مفید است، به‌ویژه آن‌هایی که حیوانات را مجبور به نوشیدن یا بلعیدن عامل می‌کنند، زیرا به تلخی نمک‌های مواد افیونی مانند مورفین سولفات نیست.